# Руанда на Светском првенству у атлетици на отвореном 2023.
Руанда је учествовала на 19. Светском првенству у атлетици на отвореном 2023. одржаном у Будимпешти од 19. до 27. августа осамнаести пут. Репрезентацију Руанде представљала су 3 такмичара (2 мушкарца и 1 жена) који су такмичили у Маратону.,
На овом првенству атлетичари Руанде нису освојили ниједну медаљу нити су остварили неки резултат.

## Учесници
| Мушкарци: - Џон Хакизимана — Маратон - Фелисјан Муитира — Маратон | Жене: - Клементине Муканданга — Маратон |

## Резултати

### Мушкарци
| Атлетичар        | Дисциплина | Лични рекорд | Квалификације     | Квалификације     | Полуфинале | Полуфинале | Финале   | Финале      | Детаљи |
| Атлетичар        | Дисциплина | Лични рекорд | Резултат          | Место             | Резултат   | Место      | Резултат | Место       | Детаљи |
| ---------------- | ---------- | ------------ | ----------------- | ----------------- | ---------- | ---------- | -------- | ----------- | ------ |
| Џон Хакизимана   | Маратон    | 2:08:18 НР   |                   |                   |            |            | 2:10:50  | 9 / 60 (85) |        |
| Фелисјан Муитира | Маратон    | 2:10:58      | Није завршиo трку | Није завршиo трку |            |            |          |             |        |

### Жене
| Атлетичарка           | Дисциплина | Лични рекорд | Квалификације | Квалификације | Полуфинале | Полуфинале | Финале      | Финале       | Детаљи |
| Атлетичарка           | Дисциплина | Лични рекорд | Резултат      | Место         | Резултат   | Место      | Резултат    | Место        | Детаљи |
| --------------------- | ---------- | ------------ | ------------- | ------------- | ---------- | ---------- | ----------- | ------------ | ------ |
| Клементине Муканданга | Маратон    | 2:28:00 НР   |               |               |            |            | 2:37:09 ЛРС | 37 / 65 (78) |        |